# Letheobia ataeniata
Rhinotyphlops ataeniatus là một loài rắn trong họ Typhlopidae. Loài này được Boulenger mô tả khoa học đầu tiên năm 1912.